# Volta Ciclista a Catalunya 2022
La Volta Ciclista a Catalunya 2022, centounesima edizione della corsa e valida come settima prova dell'UCI World Tour 2022 categoria 2.UWT, si svolse in sette tappe dal 21 al 27 marzo 2022 su un percorso di 1 213 km, con partenza da Sant Feliu de Guíxols e arrivo a Barcellona, in Spagna. La vittoria fu appannaggio del colombiano Sergio Higuita, che completò il percorso in 29h53'33", alla media di 40,642 km/h, precedendo l'ecuadoriano Richard Carapaz e il portoghese João Almeida.
Sul traguardo di Barcellona 90 ciclisti, su 165 partiti da Sant Feliu de Guíxols, portarono a termine la competizione.

## Tappe
| Tappa  | Data     | Percorso                                      | km    | Vincitore di tappa | Leader cl. generale |
| ------ | -------- | --------------------------------------------- | ----- | ------------------ | ------------------- |
| 1ª     | 21 marzo | Sant Feliu de Guíxols > Sant Feliu de Guíxols | 171   | Michael Matthews   | Michael Matthews    |
| 2ª     | 22 marzo | L'Escala > Perpignan                          | 202,5 | Kaden Groves       | Jonas Hvideberg     |
| 3ª     | 23 marzo | Perpignan > La Molina                         | 161   | Ben O'Connor       | Ben O'Connor        |
| 4ª     | 24 marzo | La Seu d'Urgell > Boí Taüll                   | 166,5 | João Almeida       | Nairo Quintana      |
| 5ª     | 25 marzo | La Pobla de Segur > Vilanova i la Geltrú      | 206   | Ethan Vernon       | João Almeida        |
| 6ª     | 26 marzo | Salou > Cambrils                              | 167,5 | Richard Carapaz    | Sergio Higuita      |
| 7ª     | 27 marzo | Barcellona > Barcellona                       | 138,5 | Andrea Bagioli     | Sergio Higuita      |
| Totale | Totale   | Totale                                        | 1 213 |                    |                     |

## Squadre e corridori partecipanti
| N.      | Cod. | Squadra                     |
| ------- | ---- | --------------------------- |
| 1-7     | IGD  | Ineos Grenadiers            |
| 11-17   | QST  | Quick-Step Alpha Vinyl Team |
| 21-27   | TJV  | Jumbo-Visma                 |
| 31-37   | UAD  | UAE Team Emirates           |
| 41-47   | TBV  | Bahrain Victorious          |
| 51-56   | BOH  | Bora-Hansgrohe              |
| 61-67   | ACT  | AG2R Citroën Team           |
| 71-77   | GFC  | Groupama-FDJ                |
| 81-87   | IPT  | Israel-Premier Tech         |
| 91-97   | MOV  | Movistar Team               |
| 101-107 | TFS  | Trek-Segafredo              |
| 111-117 | APT  | Astana Qazaqstan Team       |

| N.      | Cod. | Squadra                  |
| ------- | ---- | ------------------------ |
| 121-127 | IWG  | Intermarché-Wanty-Gobert |
| 131-137 | COF  | Cofidis                  |
| 141-147 | EFE  | EF Education-EasyPost    |
| 151-157 | ARK  | Team Arkéa-Samsic        |
| 161-167 | LTS  | Lotto Soudal             |
| 171-177 | BEX  | Team BikeExchange-Jayco  |
| 181-187 | DSM  | Team DSM                 |
| 191-197 | EKP  | Equipo Kern Pharma       |
| 201-207 | UXT  | Uno-X Pro Cycling Team   |
| 211-217 | CJR  | Caja Rural-Seguros RGA   |
| 221-227 | EUS  | Euskaltel-Euskadi        |
| 231-237 | BBH  | Burgos-BH                |

## Dettagli delle tappe

### 1ª tappa
- 21 marzo: Sant Feliu de Guíxols > Sant Feliu de Guíxols – 171 km

Risultati
| Pos. | Corridore        | Squadra      | Tempo    |
| ---- | ---------------- | ------------ | -------- |
| 1    | Michael Matthews | BikeExchange | 3h47'11" |
| 2    | Sonny Colbrelli  | Bahrain      | s.t.     |
| 3    | Quentin Pacher   | Groupama     | s.t.     |

| Pos. | Corridore        | Squadra      | Tempo    |
| ---- | ---------------- | ------------ | -------- |
| 1    | Michael Matthews | BikeExchange | 3h47'01" |
| 2    | Sonny Colbrelli  | Bahrain      | a 4"     |
| 3    | Jonas Hvideberg  | DSM          | s.t.     |

### 2ª tappa
- 22 marzo: L'Escala > Perpignan – 202,5 km

Risultati
| Pos. | Corridore       | Squadra      | Tempo    |
| ---- | --------------- | ------------ | -------- |
| 1    | Kaden Groves    | BikeExchange | 4h44'28" |
| 2    | Phil Bauhaus    | Bahrain      | s.t.     |
| 3    | Hugo Hofstetter | Arkéa        | s.t.     |

| Pos. | Corridore        | Squadra      | Tempo    |
| ---- | ---------------- | ------------ | -------- |
| 1    | Jonas Hvideberg  | DSM          | 8h31'28" |
| 2    | Michael Matthews | BikeExchange | a 1"     |
| 3    | Hugo Hofstetter  | Arkéa        | a 7"     |

### 3ª tappa
- 23 marzo: Perpignan > La Molina – 161 km

Risultati
| Pos. | Corridore      | Squadra | Tempo    |
| ---- | -------------- | ------- | -------- |
| 1    | Ben O'Connor   | AG2R    | 4h12'51" |
| 2    | Juan Ayuso     | UAE     | a 6"     |
| 3    | Nairo Quintana | Arkéa   | s.t.     |

| Pos. | Corridore      | Squadra | Tempo     |
| ---- | -------------- | ------- | --------- |
| 1    | Ben O'Connor   | AG2R    | 12h44'20" |
| 2    | Juan Ayuso     | UAE     | a 10"     |
| 3    | Nairo Quintana | Arkéa   | a 12"     |

### 4ª tappa
- 24 marzo: La Seu d'Urgell > Boí Taüll – 166,5 km

Risultati
| Pos. | Corridore      | Squadra | Tempo    |
| ---- | -------------- | ------- | -------- |
| 1    | João Almeida   | UAE     | 4h20'27" |
| 2    | Nairo Quintana | Arkéa   | s.t.     |
| 3    | Sergio Higuita | Bora    | s.t.     |

| Pos. | Corridore      | Squadra | Tempo     |
| ---- | -------------- | ------- | --------- |
| 1    | Nairo Quintana | Arkéa   | 17h04'53" |
| 2    | João Almeida   | UAE     | s.t.      |
| 3    | Sergio Higuita | Bora    | a 6"      |

### 5ª tappa
- 25 marzo: La Pobla de Segur > Vilanova i la Geltrú – 206 km

Risultati
| Pos. | Corridore    | Squadra    | Tempo    |
| ---- | ------------ | ---------- | -------- |
| 1    | Ethan Vernon | Quick-Step | 5h21'17" |
| 2    | Phil Bauhaus | Bahrain    | s.t.     |
| 3    | Dorian Godon | AG2R       | s.t.     |

| Pos. | Corridore      | Squadra | Tempo     |
| ---- | -------------- | ------- | --------- |
| 1    | João Almeida   | UAE     | 22h26'09" |
| 2    | Nairo Quintana | Arkéa   | a 1"      |
| 3    | Sergio Higuita | Bora    | a 7"      |

### 6ª tappa
- 26 marzo: Salou > Cambrils – 168,6 km

Risultati
| Pos. | Corridore       | Squadra      | Tempo    |
| ---- | --------------- | ------------ | -------- |
| 1    | Richard Carapaz | Ineos        | 4h09'19" |
| 2    | Sergio Higuita  | Bora         | s.t.     |
| 3    | Kaden Groves    | BikeExchange | a 48"    |

| Pos. | Corridore       | Squadra | Tempo     |
| ---- | --------------- | ------- | --------- |
| 1    | Sergio Higuita  | Bora    | 26h35'24" |
| 2    | Richard Carapaz | Ineos   | a 16"     |
| 3    | João Almeida    | UAE     | a 52"     |

### 7ª tappa
- 27 marzo: Barcellona > Barcellona – 138,6 km

Risultati
| Pos. | Corridore        | Squadra    | Tempo    |
| ---- | ---------------- | ---------- | -------- |
| 1    | Andrea Bagioli   | Quick-Step | 3h18'09" |
| 2    | Attila Valter    | Groupama   | s.t.     |
| 3    | Fernando Barceló | Caja Rural | s.t.     |

| Pos. | Corridore       | Squadra | Tempo     |
| ---- | --------------- | ------- | --------- |
| 1    | Sergio Higuita  | Bora    | 29h53'33" |
| 2    | Richard Carapaz | Ineos   | a 16"     |
| 3    | João Almeida    | UAE     | a 52"     |

## Evoluzione delle classifiche
| Tappa              | Vincitore          | Classifica generale Maglia bianco-verde | Classifica a punti Maglia bianco-blu | Classifica scalatori Maglia bianco-rossa | Classifica giovani Maglia bianco-arancione | Classifica a squadre Numero giallo |
| ------------------ | ------------------ | --------------------------------------- | ------------------------------------ | ---------------------------------------- | ------------------------------------------ | ---------------------------------- |
| 1ª                 | Michael Matthews   | Michael Matthews                        | Michael Matthews                     | Jonas Hvideberg                          | Jonas Hvideberg                            | Bahrain Victorious                 |
| 2ª                 | Kaden Groves       | Jonas Hvideberg                         | Jonas Hvideberg                      | Jonas Hvideberg                          | Jonas Hvideberg                            | Bahrain Victorious                 |
| 3ª                 | Ben O'Connor       | Ben O'Connor                            | Jonas Hvideberg                      | Ander Okamika                            | Juan Ayuso                                 | UAE Team Emirates                  |
| 4ª                 | João Almeida       | Nairo Quintana                          | Jonas Hvideberg                      | Mikel Bizkarra                           | João Almeida                               | UAE Team Emirates                  |
| 5ª                 | Ethan Vernon       | João Almeida                            | Phil Bauhaus                         | Mikel Bizkarra                           | João Almeida                               | UAE Team Emirates                  |
| 6ª                 | Richard Carapaz    | Sergio Higuita                          | Richard Carapaz                      | Sergio Higuita                           | Sergio Higuita                             | Bahrain Victorious                 |
| 7ª                 | Andrea Bagioli     | Sergio Higuita                          | Kaden Groves                         | Sergio Higuita                           | Sergio Higuita                             | Bahrain Victorious                 |
| Classifiche finali | Classifiche finali | Sergio Higuita                          | Kaden Groves                         | Sergio Higuita                           | Sergio Higuita                             | Bahrain Victorious                 |

Maglie indossate da altri ciclisti in caso di due o più maglie vinte
- Nella 2ª tappa Quentin Pacher[1][2] ha indossato la maglia bianco-blu al posto di Michael Matthews e Andrea Bagioli ha indossato quella bianco-arancione al posto di Jonas Hvideberg.
- Nella 3ª tappa Michael Matthews ha indossato la maglia bianco-blu al posto di Jonas Hvideberg, Joan Bou ha indossato quella bianco-rossa al posto di Jonas Hvideberg e Mattias Skjelmose Jensen ha indossato quella bianco-arancione al posto di Jonas Hvideberg.
- Nella 7ª tappa Mikel Bizkarra ha indossato la maglia bianco-rossa al posto di Sergio Higuita e João Almeida ha indossato quella bianco-arancione al posto di Sergio Higuita.

## Classifiche finali

### Classifica generale - Maglia bianco-verde
| Pos. | Corridore        | Squadra | Tempo     |
| ---- | ---------------- | ------- | --------- |
| 1    | Sergio Higuita   | Bora    | 29h53'33" |
| 2    | Richard Carapaz  | Ineos   | a 16"     |
| 3    | João Almeida     | UAE     | a 52"     |
| 4    | Nairo Quintana   | Arkéa   | a 53"     |
| 5    | Juan Ayuso       | UAE     | a 1'08"   |
| 6    | Ben O'Connor     | AG2R    | a 1'10"   |
| 7    | T.H. Johannessen | Uno-X   | a 1'13"   |
| 8    | Guillaume Martin | Cofidis | a 1'16"   |
| 9    | Torstein Træen   | Uno-X   | a 1'27"   |
| 10   | Sam Oomen        | Jumbo   | a 1'55"   |

### Classifica a punti - Maglia bianco-blu
| Pos. | Corridore       | Squadra      | Punti |
| ---- | --------------- | ------------ | ----- |
| 1    | Kaden Groves    | BikeExchange | 17    |
| 2    | Richard Carapaz | Ineos        | 15    |
| 3    | Sergio Higuita  | Bora         | 15    |
| 4    | João Almeida    | UAE          | 11    |
| 5    | Ben O'Connor    | AG2R         | 10    |

### Classifica scalatori - Maglia bianco-rossa
| Pos. | Corridore         | Squadra   | Punti |
| ---- | ----------------- | --------- | ----- |
| 1    | Sergio Higuita    | Bora      | 28    |
| 2    | Mikel Bizkarra    | Euskaltel | 21    |
| 3    | Ander Okamika     | Burgos-BH | 20    |
| 4    | Richard Carapaz   | Ineos     | 20    |
| 5    | Steven Kruijswijk | Jumbo     | 17    |

### Classifica giovani - Maglia bianco-arancione
| Pos. | Corridore        | Squadra | Tempo     |
| ---- | ---------------- | ------- | --------- |
| 1    | Sergio Higuita   | Bora    | 29h53'33" |
| 2    | João Almeida     | UAE     | a 52"     |
| 3    | Juan Ayuso       | UAE     | a 1'08"   |
| 4    | T.H. Johannessen | Uno-X   | a 1'13"   |
| 5    | Carlos Rodríguez | Ineos   | a 2'50"   |

### Classifica a squadre
| Pos. | Squadra                | Tempo     |
| ---- | ---------------------- | --------- |
| 1    | Bahrain Victorious     | 89h46'49" |
| 2    | UAE Team Emirates      | a 6'35"   |
| 3    | Groupama-FDJ           | a 7'18"   |
| 4    | Uno-X Pro Cycling Team | a 7'20"   |
| 5    | Ineos Grenadiers       | a 11'14"  |